# Lawrence Cherney
Lawrence Cherney (* 1. Mai 1946 in Peterborough/Ontario) ist ein kanadischer Oboist und Musikpädagoge.

## Leben
Der jüngere Bruder des Komponisten Brian Cherney hatte ab 1959 Oboenunterricht bei Perry Bauman am Konservatorium von Toronto. Von 1964 bis 1969 studierte er außerdem Philosophie an der University of Toronto. Mit einem Stipendium der Ford Foundation (1966) und Preisen des Canada Council (1967–69) setzte er seine musikalische Ausbildung in den USA bei John Mack und Ray Still fort.
1969 war Cherney Gründungsmitglied des National Arts Centre Orchestra, dem er bis 1972 angehörte. Darauf gehörte er bis 1982 den York Winds an, als deren Mitglied er u. a. in Kanada, den USA, in europäischen Ländern und in Israel auftrat. 1982 begann er seine Laufbahn als Solist und arbeitete u. a. mit dem CBC Vancouver Orchestra, dem Manitoba Chamber Orchestra, dem Amadeus Ensemble, dem Orford String Quartet, dem Chilingirian Quartet, den Elmer Iseler Singers und den Tudor Singers zusammen. 
Cherneys besonderes Interesse gilt der zeitgenössischen Musik. Er spielte die Uraufführungen von mehr als dreißig Werken kanadischer, US-amerikanischer und europäischer Komponisten und nahm u. a. Kompositionen von Harry Freedman, John Weinzweig, Brian Cherney, John Beckwith, Bengt Hambraeus und Jacques Hétu auf.
1981 wurde Cherney künstlerischer Leiter der neu gegründeten Konzertreihe Music at Sharon und der Chamber Concerts Canada. Im Folgejahr gründete er als künstlerischer Leiter Soundstreams, einen in Toronto beheimateten Musikveranstalter, der seither jährlich Werke zeitgenössischer kanadischer Komponisten präsentiert. Als Lehrer wirkte er u. a. an der University of Ottawa (1969–72), der York University (1973–77), der University of Toronto (1979–80) und seit 1978 am Konservatorium von Toronto. Für seine Verdienste wurde er u. a. als Member des Order of Canada (2002), mit dem Muriel Sherrin Award und dem Chalmers National Music Award ausgezeichnet.